# Келбе
Келбе (њем. Cölbe) општина је у њемачкој савезној држави Хесен. Једно је од 22 општинска средишта округа Марбург-Биденкопф. Према процјени из 2010. у општини је живјело 7.056 становника. Посједује регионалну шифру (AGS) 6534006.

## Географски и демографски подаци
Келбе се налази у савезној држави Хесен у округу Марбург-Биденкопф. Општина се налази на надморској висини од 213 метара. Површина општине износи 26,7 km². У самом мјесту је, према процјени из 2010. године, живјело 7.056 становника. Просјечна густина становништва износи 265 становника/km².

## Међународна сарадња
| Мјесто | Држава | Врста сарадње | Од    |
| ------ | ------ | ------------- | ----- |
|        | Пољска | партнерство   | 1991. |
| Извор  |        |               |       |